# 白金温泉
白金温泉（しろがねおんせん）は、北海道上川郡美瑛町にある温泉。付近は白樺林の美しい光景が広がる。

## 泉質
- 芒硝泉
  - 源泉温度46 - 55℃

神経痛に対する効能が高いとされ、「杖忘れの湯」といわれる。
鉄分を含み、湧出直後は無色透明であるが、空気に触れると徐々に酸化されて褐色に濁る。
※効能はその効果を万人に保証するものではない。

## 歴史
大正初期頃に十勝岳中腹（現・十勝岳望岳台付近）に「丸谷温泉」、現在の白金温泉付近に「畠山温泉」があったのが始まりだが大正15年の十勝岳大爆発により両温泉とも泥流に呑まれ消失。
後に1950年（昭和25年）8月に温泉が湧出し、温泉開発に成功した当時の町長が「泥の中から貴重なプラチナ（白金）を見つけた思いがする」と述べたことに由来して、白金温泉と命名された。

## 温泉街
十勝岳の山麓に約7軒の旅館が存在する。
共同浴場は町営の「国民保養センター」。日帰り入浴施設は約7軒、「湯元白金温泉ホテル」「大雪山白金観光ホテル」「白金四季の森ホテルパークヒルズ」などが存在する。ホテルのすぐ下の渓谷には白ひげの滝がある。
周辺には、国設のキャンプ場やパークゴルフ場も存在する。

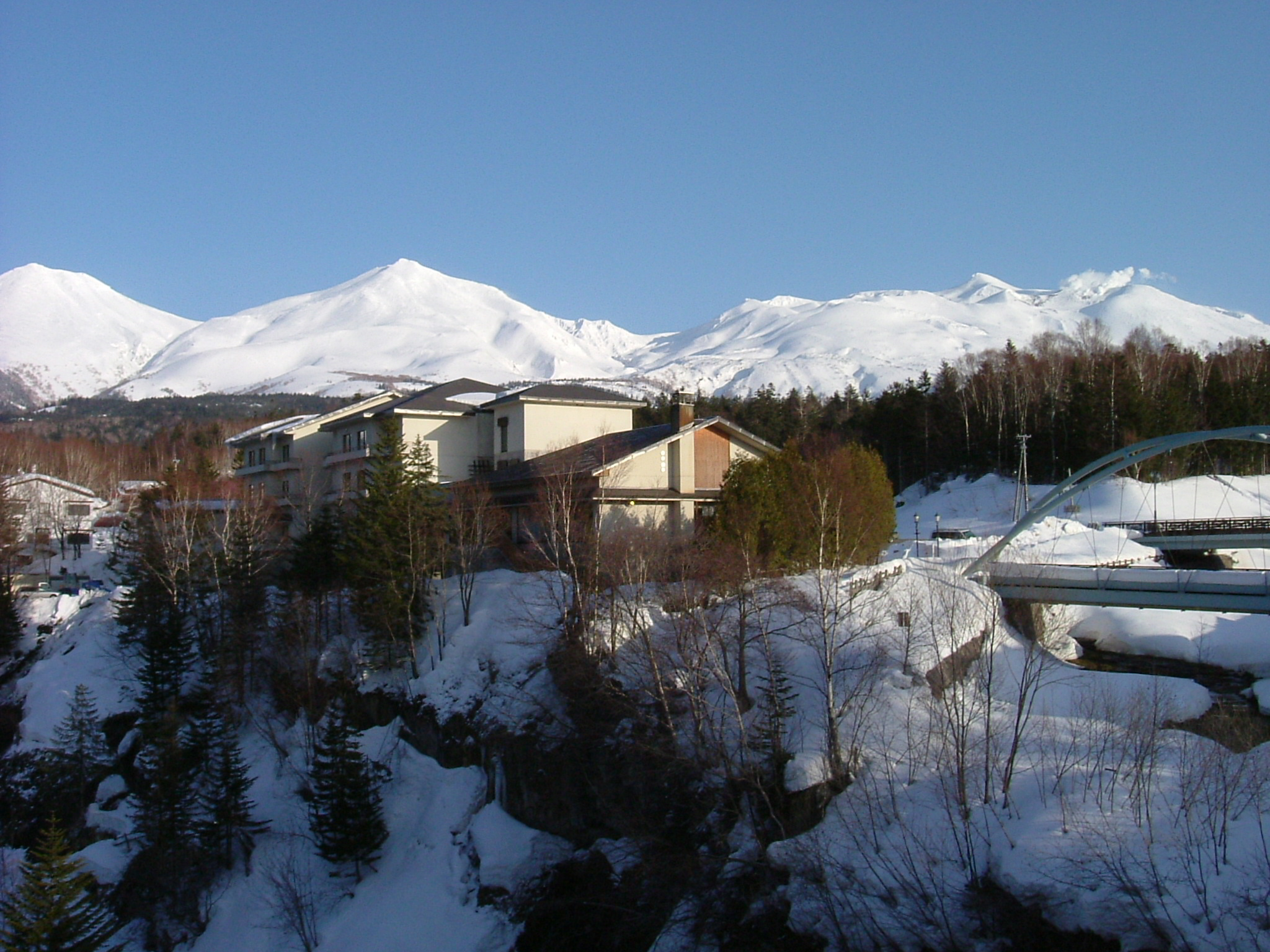
白金温泉と美瑛岳（左）、十勝岳（右）
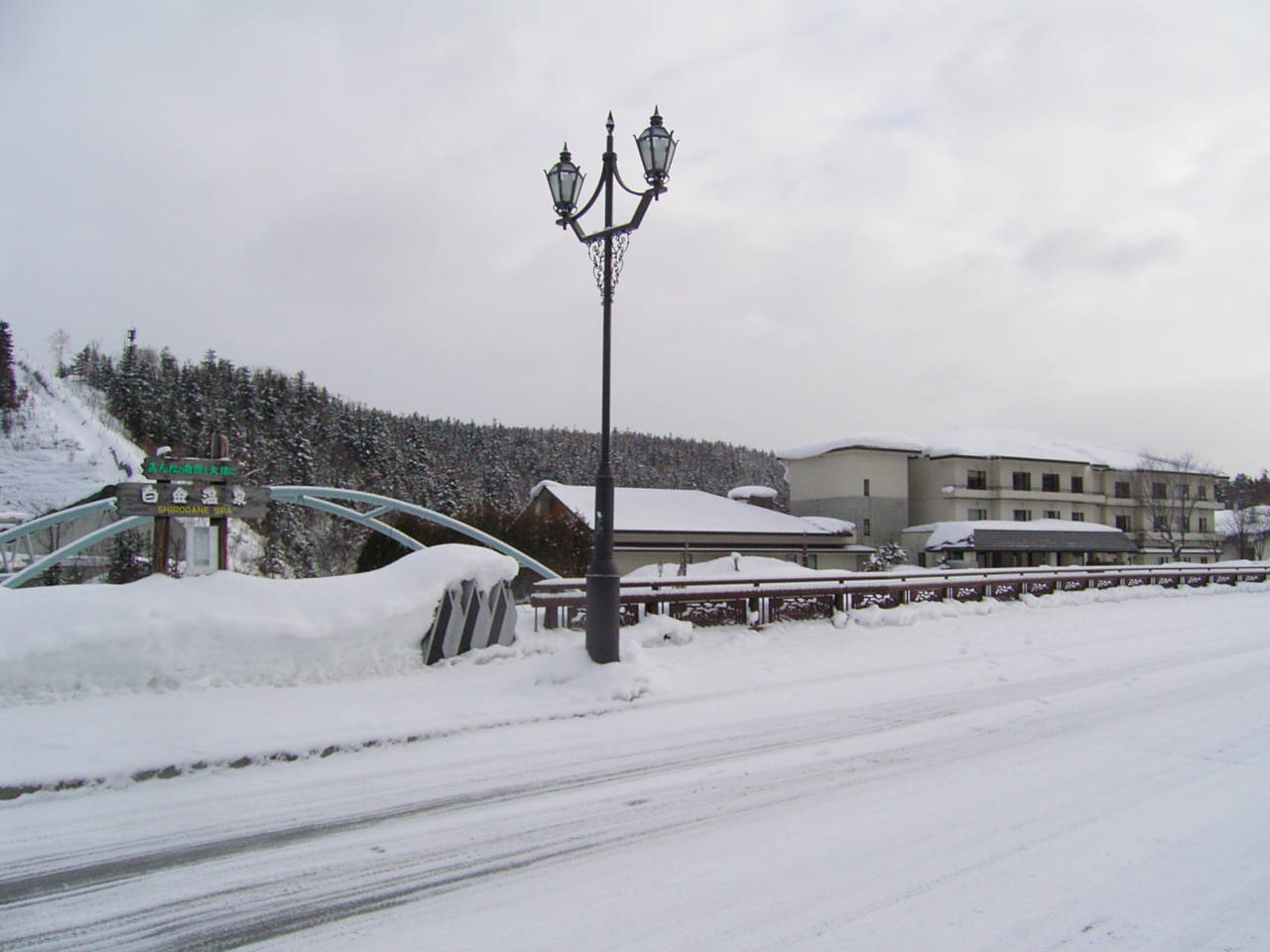
白金温泉バス停付近 右奥は湯元白金温泉ホテル
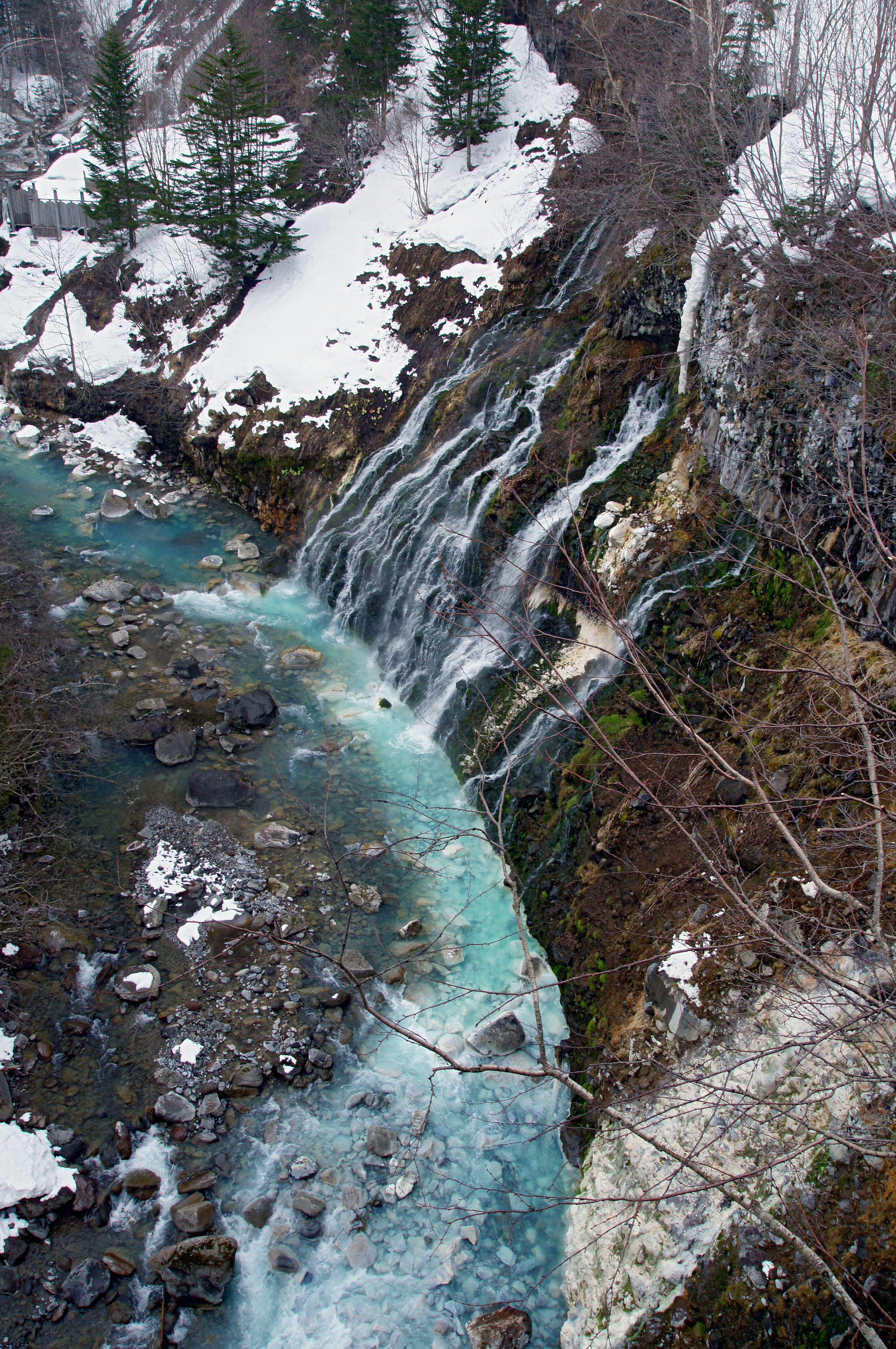
美瑛川と白ひげの滝

### 周辺
- 十勝岳火山砂防情報センター
- 十勝岳・望岳台 : 白金温泉より約5km。十勝岳連峰を背景に、美瑛地方一帯の大パノラマ。
- 白ひげの滝
- 青い池
- 道の駅びえい「白金ビルケ」

## アクセス
- 自動車 : 美瑛町市街から約20分（20km）、旭川空港から40分、旭川市から約50分、富良野市から約50分。
- 鉄道 : 最寄の駅は富良野線美瑛駅。美瑛駅からはバスでアクセス。
- バス : 美瑛駅前より、道北バスを利用。所要約26分。旭川駅前からの直通バスもある（全便美瑛経由）。

- 5月中旬から11月中旬までは、十勝岳温泉、吹上温泉へは車で15分ほどで行くことができるが、冬季は道道が通行止めとなるため、大回りしなければならなくなる（その際は、上富良野町を経由する）。